# Euphorbia gymnoclada
Euphorbia gymnoclada är en törelväxtart som beskrevs av Pierre Edmond Boissier. Euphorbia gymnoclada ingår i släktet törlar, och familjen törelväxter. Inga underarter finns listade i Catalogue of Life.